# Iorwerth Goch
Iorwerth Goch (walisisch für Iorwerth der Rote), eigentlich Iorwerth ap Maredudd (* um 1110; † 1171), war ein Lord des walisischen Fürstentums Powys. 

## Herkunft
Er war ein unehelicher Sohn des Fürsten Maredudd ap Bleddyn und dessen Geliebter Christin. Damit war er ein jüngerer Halbbruder von Madog ap Maredudd und dessen Brüdern Gruffudd und Hywel.

## Leben
Nach der Ermordung Hywels bot ihm sein Bruder Madog 1142 den Befehl über sein Teulu, seine Haustruppen, an. Iorwerth lehnte dies jedoch ab und unternahm einen eigenen Raubzug nach Shropshire. Um 1155 diente er schließlich doch seinem Bruder als Penteulu, und er und Maredudd waren Verbündete des englischen Königs Heinrich II., als dieser 1157 einen Feldzug gegen Gwynedd unternahm. Nachdem sich Owain Gwynedd, der Fürst von Gwynedd, Heinrich II. hatte unterwerfen müssen, nutzte Iorwerth die Schwäche des Fürsten von Gwynedd aus und eroberte im Auftrag seines Bruders Owain Gwynedds Burg Tomen y Rhodwydd, womit er die Herrschaft über Iâl zurückeroberte.
Nach dem Tod seines Bruders erhielt er bei der Teilung von Powys unter den Söhnen Madogs eine Herrschaft in Mochnant und vermutlich auch Cynllaith, Glyndyfrdwy und Nanheudwy. 1165 beteiligte er sich an der walisischen Koalition, die zur Abwehr des neuen Feldzugs von Heinrich II. gebildet wurde, doch nach dem Scheitern des Feldzugs und dem Rückzug der englischen Truppen schloss er einen Friedensvertrag mit den Engländern, die ihm Chirk Castle übergaben und ihn mit Geldzahlungen unterstützten. Damit zerbrach bereits 1166 das Bündnis der walisischen Fürsten. Als Folge von Iorwerths Bündnis mit den Engländern eroberten seine Neffen Owain Cyfeiliog und Owain Fychan seine Ländereien am Lake Vyrnwy in Mochnant. Bereits 1167 wandte sich jedoch der mit Lord Rhys von Deheubarth und Owain Gwynedd verbündete Owain Fychan gegen Owain Cyfeiliog, der zusammen mit Iorwerth Goch ins englische Exil flüchten musste. Die beiden verbündeten sich nun und konnten bereits gegen Ende des Jahres mit englischer Hilfe zurückkehren. Iorwerth blieb Herr von Mawddwy in Nordwestwales. 
Vermutlich fiel er im Spätsommer 1171 als Verbündeter von Owain Cyfeiliog in einem Gefecht mit den Truppen von Lord Rhys, als dieser Cyfeiliog überfiel.

## Familie und Nachkommen
Er heiratete Maud, eine Tochter des anglonormannischen Lords Roger de Manley aus Cheshire. Seine Erben waren seine Söhne Iorwerth Fychan und Madog. Madogs Nachkommen blieben ins 14. Jahrhundert Grundherren in Mawddwy in Nordwestwales.